# تينكا هاشيموتو
تينكا هاشيموتو  (باليابانية : 橋本 甜歌 تُنطق باليابانية : هاشيموتو تينكا، من مواليد 19 نوفمبر عام 1993) هي أيدول وتارينتو يابانية و أشتهرت بأسم تشينتشيم (باليابانية : てんちむ تُنطق باليابانية : تينتشيمو) . تينيكا هاشيموتو لديها أصل صيني حيث أمها صينية المنشأ و أبيها ياباني .

## فيلموغرافيا

### سلسلة متنوعة
| السنة | العنوان                 | شبكة الاصلية التي عرض عليها العمل | ملاحظات       |
| ----- | ----------------------- | --------------------------------- | ------------- |
| 2004  | Tensai TV-kun Max       | NHK E.                            | تلفزيون سينشي |
| 2007  | شكين!                   | NHK E.                            |               |
| 2010  | ريل نو بامين            | تلفزيون طوكيو                     |               |
| 2011  | فانجارد ميتشي           | تلفزيون طوكيو                     |               |
| 2012  | شيبويا لايف! ذا برايمشو | واو برايم                         | مراسلة متنقلة |

### دراما تلفزيونية
| السنة | لقب              | الدور             | الشبكة الأصلية التي عرض عليها العمل |
| ----- | ---------------- | ----------------- | ----------------------------------- |
| 2004  | ملف ملعون        | طفلة              | NBN                                 |
| 2007  | كودومو نو جيجو   | ماكي أودا         | TBS                                 |
| 2012  | الاختبار         | نانامي ياناجيهارا | NTV                                 |
| 2015  | أروهي ، أهوروبوس | إيري نيموتو       | NHK BS Premium                      |

### مسلسلات تلفزيونية أخرى
| السنة | العنوان    | الشبكة الأصلية التي عرض عليها العمل | ملاحظات        |
| ----- | ---------- | ----------------------------------- | -------------- |
| 2012  | سيشون ريال | NHK E.                              | العضوة العاشرة |

### مسلسلات إذاعية
| السنة | العنوان   | الشبكة الأصلية التي بُث عليها العمل |
| ----- | --------- | ---------------------------------- |
| 2014  | مليونين + | CRT                                |

### الدراما الاذاعية
| العنوان        | الدور | الشبكة الأصلية التي بُث عليها العمل | ملاحظات   | المرجع. |
| -------------- | ----- | ---------------------------------- | --------- | ------- |
| الخردة والبناء | ايمي  | FeBe                               | دور رئيسي | [ 6 ]   |

### سلسلة الإنترنت
| السنة | العنوان                                                  | الدور | موقع إلكتروني |
| ----- | -------------------------------------------------------- | ----- | ------------- |
| 2010  | جيرل توك تينجوكو بانيا نيان Girl Talk Tengoku/Panya Nyan | نفسها | TBS عند الطلب |
| 2012  | شينيكاري                                                 | كرامي | NotTV         |
| 2013  | ناجارا بريمشو                                            | نفسها | أوستريم       |

### أفلام حية
| سنة  | العنوان                            | دور                 | ملاحظات       |
| ---- | ---------------------------------- | ------------------- | ------------- |
| 2004 | تثبيت                              | أساكو نوزاوا (طفلة) |               |
| 2013 | تيد                                | جينا                | دبلجة يابانية |
| 2014 | في الآونة الأخيرة ، أختي غير عادية | ميزوكي شنتو         | دور البطولة   |

### المسرح
| السنة | العنوان      |
| ----- | ------------ |
| 2003  | روميو وجوليت |

### الإعلانات
| السنة | العنوان                                               | ملاحظات |
| ----- | ----------------------------------------------------- | ------- |
| 2001  | تاكارا كيد بيرسو كوم بوليلا                           |         |
| 2003  | نينتندو بوكي موشن                                     |         |
| 2003  | رقائق البطاطس كالبي                                   |         |
| 2004  | كودانشا ناكايوشي                                      |         |
| 2010  | RecoChoku SoulJa "Hanasanaide yo feat. Thelma Aoyama" | الراوية |

## المنشورات

### قراءات
| السنة | العنوان                                           |
| ----- | ------------------------------------------------- |
| 2005  | نيبون موكاشيباناشي - قصص من الألبان - داي 8 - كان |

### أشرطة فيديو
| السنة | العنوان                                                      | ملاحظات     |
| ----- | ------------------------------------------------------------ | ----------- |
|       | Suetaka Tomu: Dajare Dai Jiten 200 Renpatsu! Sueta ka to: Mu | ضيفة        |
| 2003  | شيزوكا كودو "فو جي تسو"                                      | أغنية مصورة |
| 2006  | هيكوكيجومو                                                   |             |
| 2006  | يومي كيكاسي نيبون موكاشيباناشي المجلد. 2                     |             |
| 2010  | جولييت "هال لوف 2"                                           | أغنية مصورة |
| 2010  | كوهي اليابان أغنية "Anogoro ni Modorenai" لماي               | أغنية مصورة |
| 2010  | ميهيرو "سايونارا نو ماي ني"                                  | أغنية مصورة |
| 2012  | مومويو فوكودا "أعز صديق"                                     | أغنية مصورة |

### كتب
| السنة | العنوان             |
| ----- | ------------------- |
| 2006  | 12 ساي نو يوجو رون  |
| 2010  | Chūgakusei Shikkaku |
| 2011  | تنشيم دي أكس        |

### كتب مصورة
| السنة | العنوان                     |
| ----- | --------------------------- |
| 2005  | جيوجاتا                     |
| 2006  | يوشي.                       |
| 2014  | Kin'yōbi no Gogo to Watashi |

### مقاطع فيديو للبالغين
| سنة  | لقب                                                                              |
| ---- | -------------------------------------------------------------------------------- |
| 2014 | Tenka Hashimoto Sweet 19 Song: Eiga أغنية فيلم مؤخراً , أختي تتصرف بشكل غريب yori |

### المجلات
| السنة | العنوان    | ملاحظات                                    |
| ----- | ---------- | ------------------------------------------ |
| 2004  | بيور 2     | المجلدات من 25 إلى 44                      |
| 2006  | بيشي ليمون | عارضة أزياء في مجلة "Onayami Sōdan-shitsu" |
| 2007  | وينك أب    | "Tenka Hashimoto no Tenka Press"           |
| 2010  | نيكي       |                                            |

## روابط خارجية
- تينكا هاشيموتو في قاعدة بيانات الأفلام على الإنترنت